# Ibon Ruiz
Ibon Ruiz (Vitoria, Álava, 30 de janeiro de 1999) é um ciclista espanhol que compete com a equipa Kern Pharma.

## Biografia
Em 2020 converteu-se em profissional na nova equipa continental espanhola Kern Pharma, criado sobre a estrutura de Lizarte.

## Palmarés
- Ainda não tem conseguido vitórias como profissional

## Equipas
- Kern Pharma (2020-)